# Holmium(III)-iodid
Holmium(III)-iodid ist eine anorganische chemische Verbindung des Holmiums aus der Gruppe der Iodide.

## Gewinnung und Darstellung
Holmium(III)-iodid kann durch Reaktion von Holmium mit Iod gewonnen werden.
{\displaystyle \mathrm {2\ Ho+3\ I_{2}\longrightarrow 2\ HoI_{3}} }
Ebenfalls möglich ist die Darstellung durch Reaktion von Holmium mit Quecksilber(II)-iodid im Vakuum bei 500 °C.
{\displaystyle \mathrm {2\ Ho+3\ HgI_{2}\longrightarrow 2\ HoI_{3}+3\ Hg} }
Holmium(III)-iodid-hydrat kann durch Entwässerung mit einem hohen Überschuss an Ammoniumiodid (da die Verbindung zu Hydrolyse neigt) in das Anhydrat umgewandelt werden.

## Eigenschaften
Holmium(III)-iodid ist ein gelblicher stark hygroskopischer Feststoff mit einer Kristallstruktur vom Bismut(III)-iodid-typ. An Luft nimmt er rasch Feuchtigkeit auf und bildet Hydrate. Bei erhöhter Temperatur bilden sich auch leicht das entsprechende Oxidiodid.

## Verwendung
Holmium(III)-iodid wird als Bestandteil von Metalldampflampen verwendet.